# غرونفآلدير فورست
بَلْدَة غرُونڤَآلِدِير فُورِست (بالأَلمانِيَّة: Gemeindefreies Grünwalder Forst) هي بَلدَة أَلمانِيَّة حُرَّة في مِنطَقَة مِيُونِخ التَّابِعة لِمُحافظة فرانكُونيا الوُسطَى في وِلاَية باڤارِيا في جُمهُوريَّة أَلمَانيَا الاِتّحاديّة بمِساحة تُقَدَّر بحَوالَي 20 كم².

## مَراجع
1. ↑  "معلومات عن غرونفآلدير فورست على موقع bavarikon.de". bavarikon.de. مؤرشف من الأصل في 2021-01-15.
2. ↑  "معلومات عن غرونفآلدير فورست على موقع openstreetmap.org". openstreetmap.org. مؤرشف من الأصل في 2017-12-01.